# کوه‌های سانتا کاتالینا
کوه‌های سانتا کاتالینا (به انگلیسی: Santa Catalina Mountains) که معمولاً به آن کوه‌های کاتالینا(به انگلیسی: Catalina Mountains) گفته می‌شود در شمال و شمال شرقی شهر توسان، آریزونا در ایالت آریزونا کشور ایالات متحده آمریکا قرار دارد. رشته‌کوه در منطقه توسان با بالاترین ارتفاع متوسط برجسته‌تر است. بالاترین نقطه در رشته‌کوه کاتالینا کوه لیمون در ارتفاعی ۹۱۵۷ فوت (۲٬۷۹۱ متر) از سطح دریا است و سالانه ۱۸۰ اینچ (۴۶۰ سانتی متر) برف دریافت می‌کند.
نقشه‌برداری آسمانی کاتالینا در کوه لیمون یک پروژه اکتشاف دنباله‌دارها و سیارک‌ها و جستجو برای اشیاء نزدیک به زمین است. به طور خاص ، پروژه در جستجوی هرگونه سیارک خطرناک است که می‌تواند به صورت رویداد برخوردی تهدیدی باشد. 

## نام
این کوه‌ها در ابتدا سیئرا د لاس کاتارینا (به انگلیسی: Sierra de las Santa Catarina) نامگذاری شده بودند که در سال ۱۸۷۵ در نقشه‌های آلمان نشان داده شده است و نقشه‌های قبلی مربوط به سال ۱۸۶۴ است. نقشه پی در پی از سال ۱۸۹۰ هنوز هم از کاتالینا به عنوان "کوه‌های سانتا کاتارینا" یاد می‌شد. از سال ۱۸۹۵ این دامنه با نام "سانتا کاتالینا" به تصویر کشیده شده است.

## جنگل ملی

کوه‌های سانتا کاتالینا

با معامله گادسدن آمریکایی‌ها به طور فزاینده‌ای به مناطق آریزونا حرکت می‌کردند و در جستجوی طلا، نقره و مس در دهه ۱۸۵۰ پرداختند. در اواخر دهه ۱۸۸۰ ساکنان جنوب آریزونا از خواستار محافظت از کاتالینا بودند و کنگره ایالات متحده آمریکا به رئیس جمهور اجازه می‌داد که اراضی خاصی را در اطراف ایالات متحده تعیین شود تا طبق قانون ذخیره جنگل ۱۸۹۱ از حوزه عمومی حذف شود. همانطور که گفته شد ذخیره جنگلی سانتا کاتالینا در ۲ ژوئیه ۱۹۰۲ ایجاد شد و پس از سازمان جنگل‌داری ایالات متحده آمریکا در سال ۱۹۰۵ این ذخیره در ۴ مارس ۱۹۰۷ به جنگل ملی سانتا کاتالینا تبدیل شد. در اول ژوئیه سال ۱۹۰۸ آن را با دو جنگل ملی دیگر در این نزدیکی (دراگون و سانتا ریتا) ترکیب کرد تا جنگل ملی کورونادو را ایجاد کند.

## مکان‌ها و منطقه‌های مشهور

### کوه‌ها و پشته‌ها
- صخره کاتدرال
- کوه بیگلا
- کوه لیمون
- کوه کیمبال
- قله راتلزنیک
- قله ویندو
- قله دیمبل

### ژرف‌دره
- ژرف‌دره بیر
- ژرف‌دره باکس کمپ
- ژرف‌دره دل اورو
- ژرف‌دره اسپره‌رو
- ژرف‌دره مولینو
- ژرف‌دره پیما
- ژرف‌دره رومرو
- ژرف‌دره سابینو
- ژرف‌دره ونتانا

### موردهای دیگر
- دنباله آریزونا
- دریاچه رز کانیون
- آزادراه کاتالینا
- پارک ایالتی کاتالینا
- منطقه بیابان پوش ریج
- گردنه ردینگتون
- سامرهیون
- آبشارهای تانک وردی
- غار پپرسس

## نگارخانه

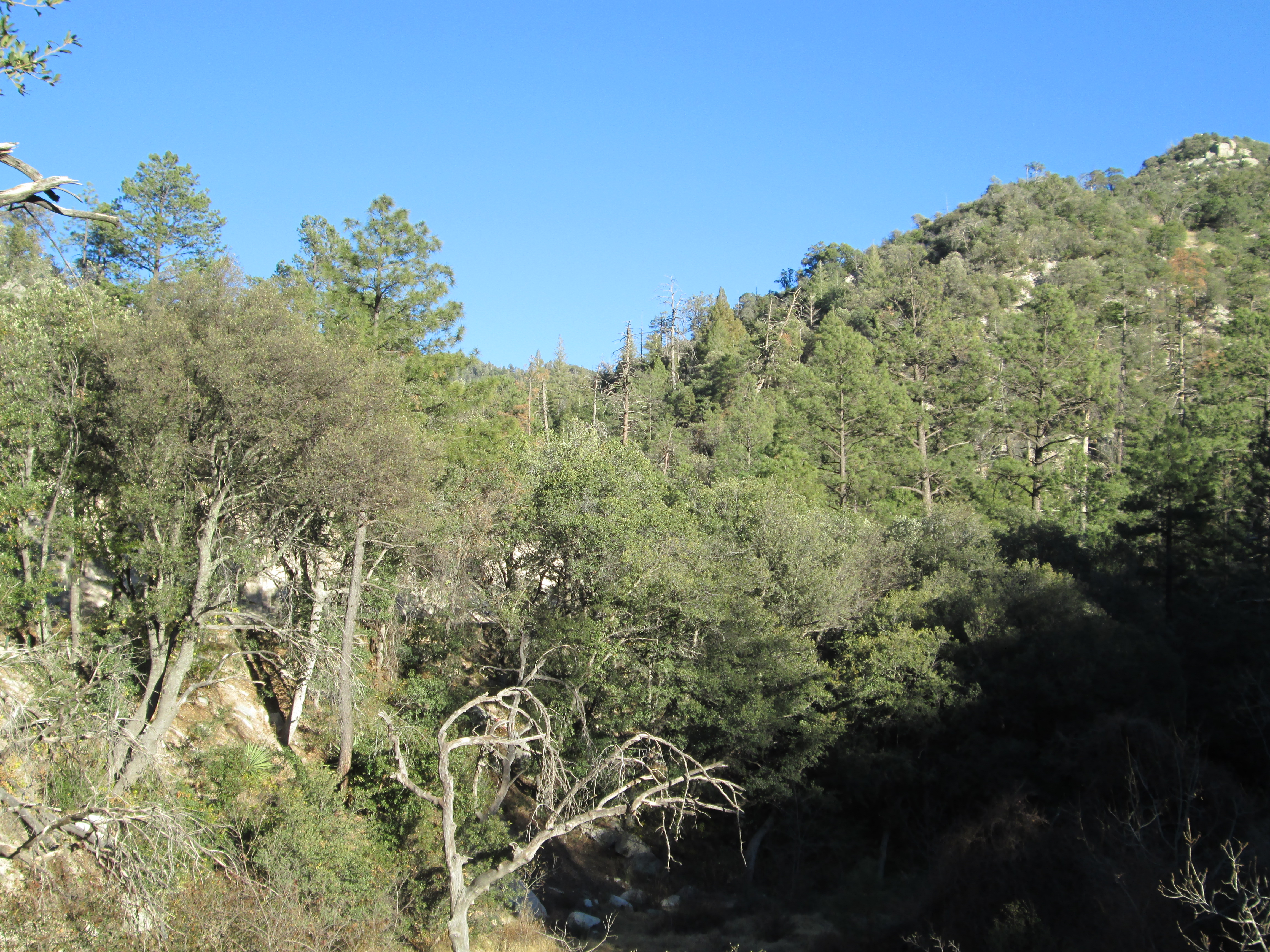
جنگل پین در کوه‌های سانتا کاتالینا
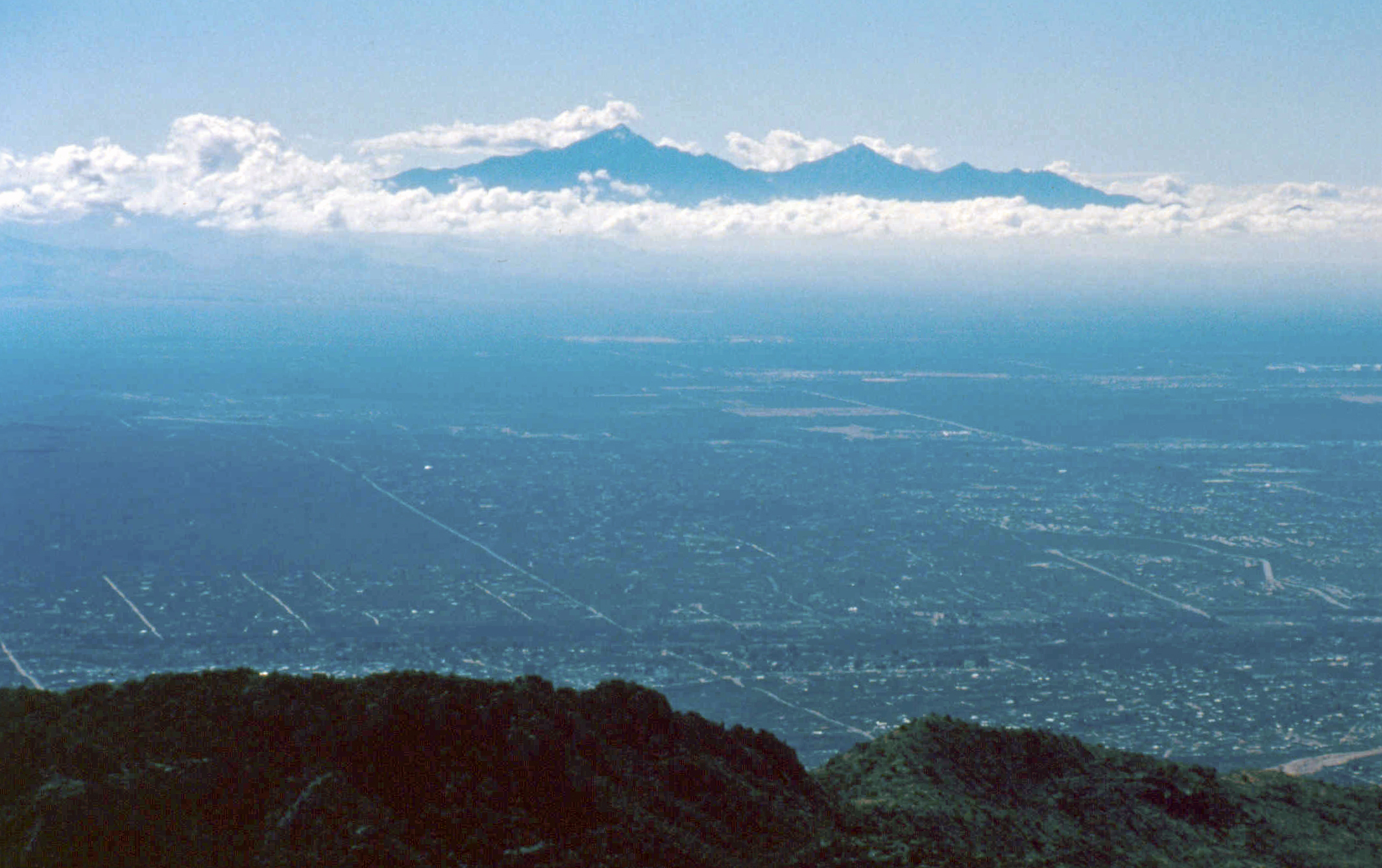
نمایی از جزایر آسمانی
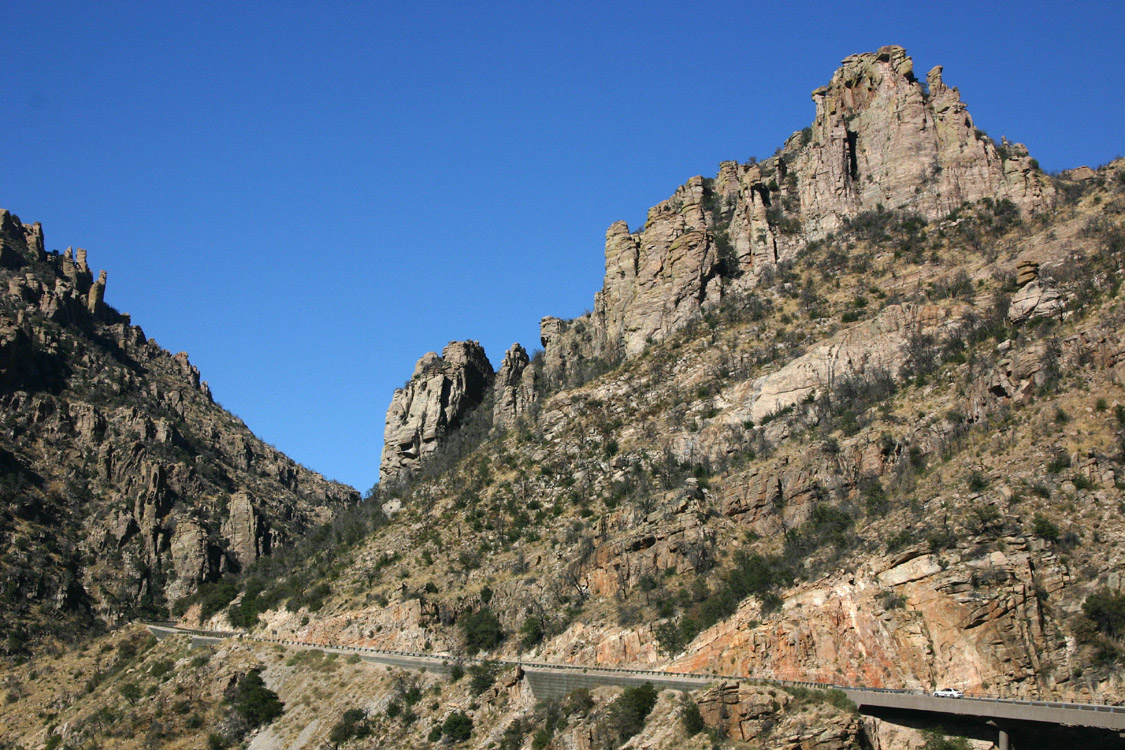
آزادراه کاتالینا در کوه‌های سانتا کاتالینا
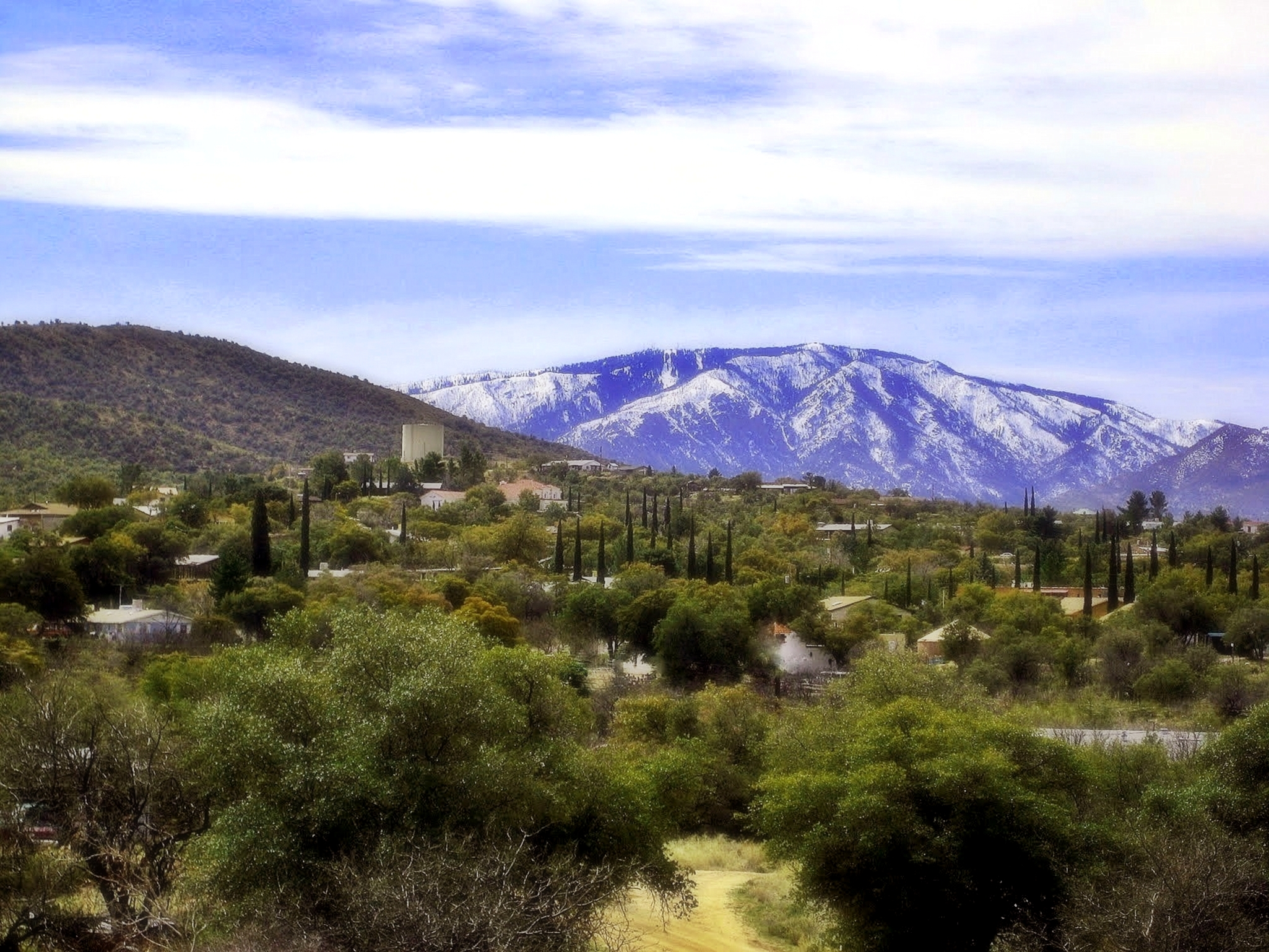
نمای جنوبی کوه لیمون از اوراکل
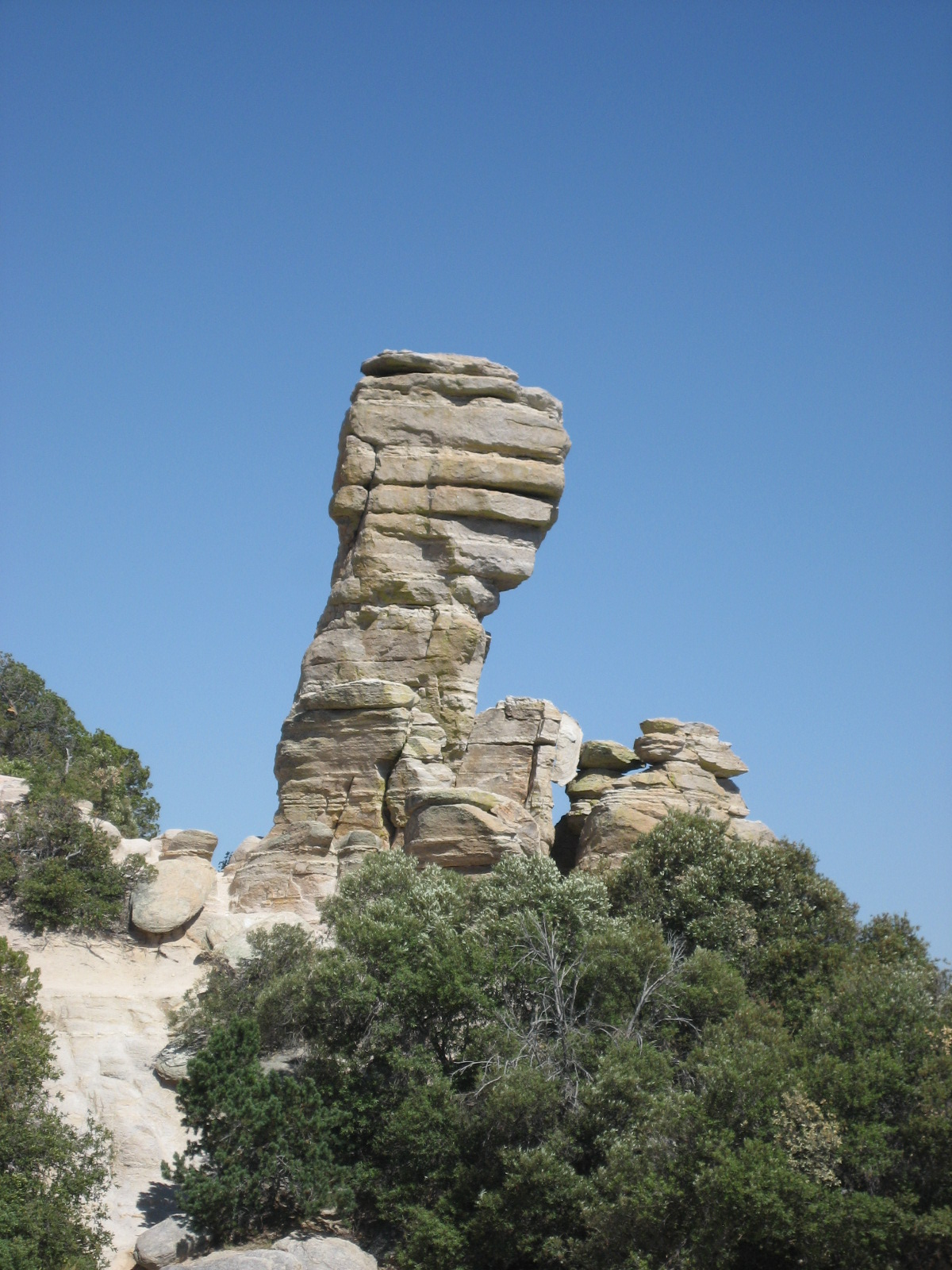
قله نوک تیز دودکش جن در امتداد آزادراه کاتالینا
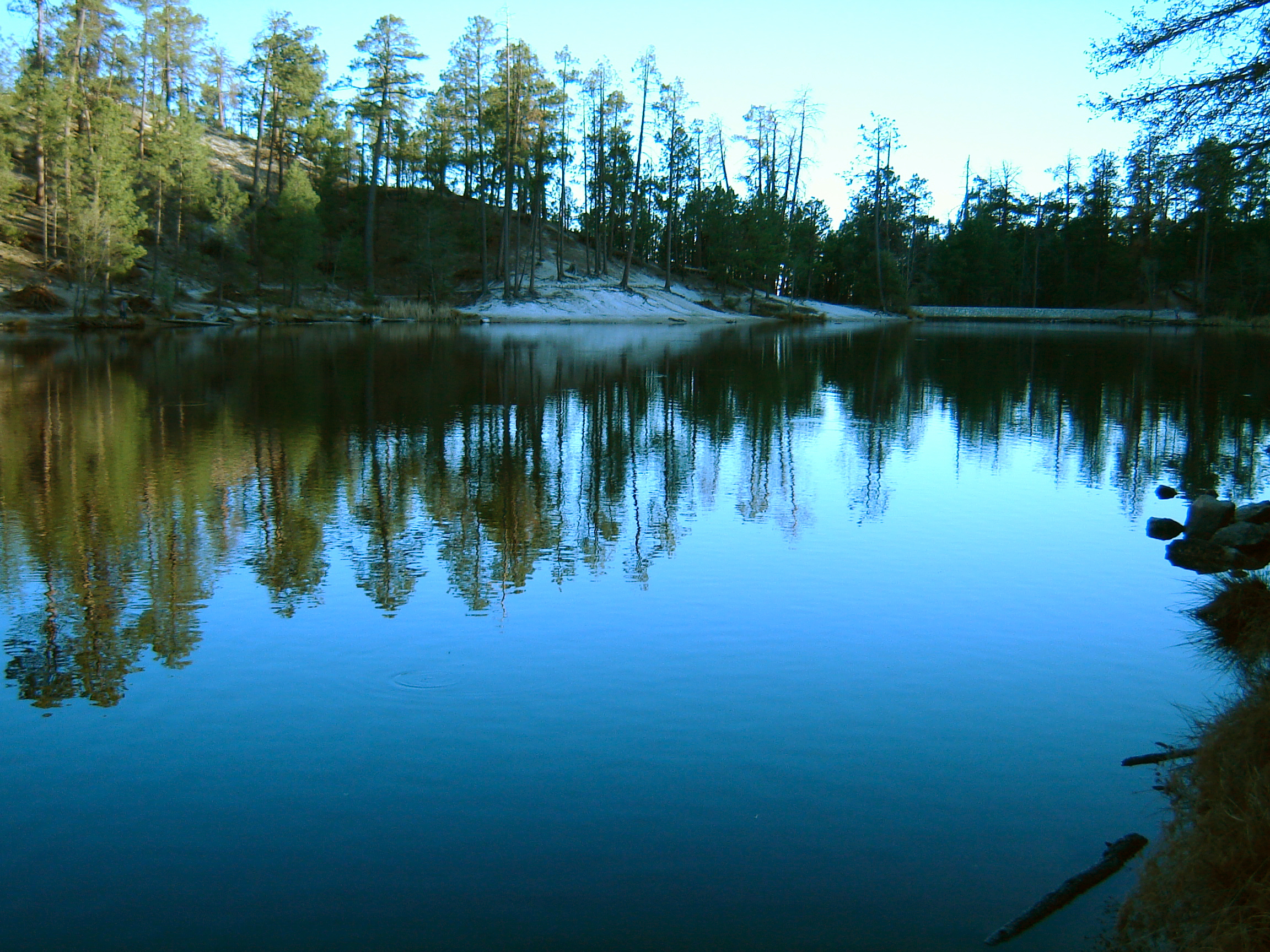
دریاچه رز کانیون